# Jamie Chung
Jamie Jilynn Chung (n. 10 aprilie 1983, California, SUA) este o actriță americană și vedetă de televiziune. 

## Legături externe
Materiale media legate de Jamie Chung la Wikimedia Commons
- Site web oficial